# (129026) Conormcmenamin
(129026) Conormcmenamin est un astéroïde de la ceinture principale.

## Description
(129026) Conormcmenamin est un astéroïde de la ceinture principale. Il fut découvert le 15 octobre 2004 à l'observatoire du Mont Lemmon par le Mount Lemmon Survey. Il présente une orbite caractérisée par un demi-grand axe de 3,17 UA, une excentricité de 0,09 et une inclinaison de 18,0° par rapport à l'écliptique.
Il est nommé d'après un contributeur de la mission OSIRIS-REx dont l'objet est l'étude de l'astéroïde (101955) Bénou.